# Kamen Rider OOO
Kamen Rider OOO (仮面ライダーＯＯＯ Kamen Raidā Ōzu) bộ phim thứ 12 thuộc dòng phim Kamen Rider Series thời Heisei, và là thứ 21 trong tổng thể. Bộ phim phát sóng vào ngày 5 tháng 9 năm 2010, một tuần sau tập cuối của Kamen Rider W, và song song với Tensou Sentai Goseiger và Kaizoku Sentai Gokaiger trong Super Hero Time. Nhân vật chính của bộ phim đã từng xuất hiện trong một tiểu cảnh của phim điện ảnh Kamen Rider W Forever: A to Z/Gaia Memory Số phận. Câu khẩu hiệu của phim là "Tôi biến thân!!!" (俺が変身する!!! Ore ga henshin suru!!!).

## Tổng quan

### Sản xuất
Thương hiệu Kamen Rider OOO được Toei đăng ký vào ngày 8 tháng 4 năm 2010.
Kịch bản của OOO được viết bởi Yasuko Kobayashi (cũng là người viết kịch bản cho Seijuu Sentai Gingaman, Mirai Sentai Timeranger, Kamen Rider Ryuki, Kamen Rider Den-O, và Samurai Sentai Shinkenger). Các nhà thiết kế quái vật là Yutaka Izubuchi (cũng thiết kế cho Kamen Rider Agito) và Tamotsu Shinohara (thiết kế cho Kamen Rider Ryuki, Kamen Rider 555 và Kamen Rider Kiva).
Không giống như một số phim thuộc Kamen Rider Series thời Heisei trước đó, chưa có tên thay thế nào được đưa ra cho ba chữ O trong tiêu đề ( như Ｗ trong Kamen Rider W đọc là "Double" và 555 trong Kamen Rider 555 đọc là "Faiz") ngoài một tên chính tả thay thế là "Ooz". Cả "OOO" và "Ooz" đều được đọc là "O", đề cập đến việc sử dụng nhiều chữ O trong tên. Tiêu đề "OOO" biểu thị ba Medal mà Kamen Rider trong phim sử dụng để biến hình cũng như đại diện cho biểu tượng vô cực (∞) với một vòng tròn bổ sung ( Ooo = Over ∞ = trên cả vô cực = ước muốn cao nhất vượt qua cả vô cực).

### Kỉ niệm 1000 tập
Tập thứ 28 của Kamen Rider OOO là tập thứ 1000 của Kamen Rider Series kể từ khi Kamen Rider được công chiếu vào ngày 3 tháng 4 năm 1971. Tập phim ban đầu được ấn định khởi chiếu vào ngày 27 tháng 3 năm 2011. Tuy nhiên, do trận động đất và sóng thần xảy ra ở Tohoku năm đó, việc phát sóng của tập này đã bị hoãn lại một tuần đến ngày 3 tháng 4 năm 2011. Kết quả là nó trùng với ngày phát sóng đầu tiên của loạt phim Kamen Rider.
Lễ kỉ niệm 40 năm của loạt phim Kamen Rider cũng được tổ chức vào ngày 1 tháng 4 năm 2011.
Các tập 27 và 28 của bộ phim được phát sóng dưới dạng đặc biệt, trong đó là những nội dung hư cấu chúc mừng cho loạt phim đã cán mốc 1000 tập. Một số ngôi sao nữ như  Chiaki (千秋), Morishita Chisato (森下千里) và Wakatsuki Chinatsu (若槻千夏) đã xuất hiện với vai trò khách mời (trong tên của họ đều có chữ kanji 千 ( chi ), nghĩa là một nghìn).

## Câu chuyện
Hino Eiji là một thanh niên sống lang thang khắp thế giới, không ham muốn, chỉ có một số tiền nhỏ và một chiếc quần lót để mặc hàng ngày. Khi phong ấn của O Medal được giữ trong Bảo tàng Nghệ thuật Kougami bị phá vỡ, những quái vật hình thú được gọi là Greed thức dậy sau giấc ngủ 800 năm. Chúng tạo ra các Yummy – một loại quái vật khác sinh ra từ lòng tham của con người và thu thập các Medal nhằm hồi sinh hoàn toàn cho cơ thể của chúng. Lúc này, một cánh tay quái vật được gọi là Ankh đã đưa cho Eiji một cái thắt lưng và ba Core Medal để chiến đấu với Yummy, chúng cho phép anh biến hình thành Kamen Rider OOO.

## Nhân vật
- Trong TV show:

| Kamen Rider OOO             | Vua Vô danh ► Hino Eiji    |
| Kamen Rider Birth           | Date Akira ► Goto Shintaro |
| Kamen Rider Birth Prototype | Goto Shintaro ► Date Akira |

- Trong movie:

| Kamen Rider Core     | Kamen Rider Core                  |
| Kamen Rider Poseidon | Poseidon/Minato Miharu ► Poseidon |
| Kamen Rider Aqua     | Minato Miharu                     |

## O Medal
|              | Core Medal | Core Medal | Core Medal | Combo        |
| Head         | Arm        | Leg        |            | Combo        |
| ------------ | ---------- | ---------- | ---------- | ------------ |
| OOO          | Taka       | Tora       | Batta      | Tatoba       |
| Ankh         | Taka       | Kujaku     | Kondoru    | Tajadol      |
| Mezool       | Shachi     | Denkiunagi | Tako       | Shauta       |
| Kazari       | Raion      | Tora       | Chītā      | Latorartar   |
| Uva          | Kuwagata   | Kamakiri   | Batta      | Gatakiriba   |
| Gamel        | Sai        | Gorira     | Zō         | Sagōzo       |
| Dinosaur     | Putera     | Torikera   | Tirano     | Putotyra     |
| Reptilian    | Kobura     | Kame       | Wani       | Burakawani   |
| Arthropod    | Ebi        | Kani       | Sasori     | Bikaso       |
| Poseidon     | Same       | Kujira     | Ōkamiuo    | Saramiuo     |
| New          | Shika      | Gazeru     | Ushi       | Shigazeshi   |
| New          | Mukade     | Hachi      | Ari        | Mukachiri    |
| New          | Seiuchi    | Shirokuma  | Pengin     | Seishirogin  |
| Soul-Monster | Taka       | Imajin     | Shokkā     | Tamashī      |
| Super        | Sūpā Taka  | Sūpā Tora  | Sūpā Batta | Super Tatoba |

## Tập phim
Mỗi tựa đề tập phim Kamen Rider OOO bao gồm 3 vật thể đặc trưng trong tập phim đó.
1. Medal, Quần lót và Cánh tay bí ẩn (メダルとパンツと謎の腕 Medaru to Pantsu to Nazo no Ude?)
2. Lòng tham, Kem và Một món quà (欲望とアイスとプレゼント Yokubō to Aisu to Purezento?)
3. Mèo, Tiến hóa và Kẻ háu ăn (ネコと進化と食いしん坊 Neko to Shinka to Kuishinbō?)
4. Nghi ngờ, Thư ảnh và Bàn tay giúp đỡ (疑いと写メと救いの手 Utagai to Shame to Sukui no Te?)
5. Rượt bắt, Hang ổ và Danh tiếng (追いかけっこと巣とセレブ Oikakekko to Su to Serebu?)
6. Âu phục, Giao kèo và Combo Mạnh nhất (お洋服と契約と最強コンボ Oyōfuku to Keiyaku to Saikyō Konbo?)
7. Ông chồng vô dụng, Cái bẫy và Trúng số (ダメ亭主と罠と大当たり Dame Teishu to Wana to Ōatari?)
8. Phá hoại, Không tham lam và nghỉ ngơi (サボりと無欲と休憩中 Sabori to Muyoku to Kyūkeijū?)
9. Ướt đẫm, Quá khứ và Combo Đốt nóng (ずぶぬれと過去と灼熱コンボ Zubunure to Kako to Shakunetsu Konbo?)
10. Nắm đấm, Thí nghiệm và Siêu xe (拳と実験と超バイク Kobushi to Jikken to Chō Baiku?)
11. Lữ khách, Bướm đuôi én và Người nổi tiếng (旅人とアゲハ蝶と有名人 Tabibito to Agehachō to Yūmeijin?)
12. Lươn điện, Thế giới và Combo Trọng lực (ウナギと世界と重力コンボ Unagi to Sekai to Jūryoku Konbo?)
13. Mèo xiêm, Căng thẳng và Thiên tài phẫu thuật (シャム猫とストレスと天才外科医 Shamu Neko to Sutoresu to Tensai Gekai?)
14. Kiêu hãnh, Phẫu thuật và Bí mật (プライドと手術と秘密 Puraido to Shujutsu to Himitsu?)
15. Tranh đoạt Medal, Chiếc xe vận chuyển và Thí nghiệm vật chứa (メダルレース、車輸送、メディア実験 Medaru Sōdatsu to Yusōsha to Utsuwa?)
16. Đoạn kết, Greed và Rider mới (終末とグリードと新ライダー Shūmatsu to Gurīdo to Shin Raidā?)
17. Cô gái kiếm đạo, Oden và Yummy Phân thân (剣道少女とおでんと分離ヤミー Kendō Shōjo to Oden to Bunri Yamī?)
18. Hủy diệt, Nguyên nhân và Lươn điện (破壊と理由とウナギムチ Hakai to Riyū to Unagi?)
19. Medal Đỏ, Thanh tra và Kẻ phản bội (赤いメダルと刑事と裏切り Akai Medaru to Keiji to Uragiri?)
20. Mồi nhử, Tư cách và Combo Rực lửa (囮（おとり）と資格と炎のコンボ Otori to Shikaku to Honō no Konbo?)
21. Châu chấu, Cha con và Người bạn của Công lý (バッタと親子と正義の味方 Batta to Oyako to Seigi no Mikata?)
22. Sôcôla, Niềm tin và Sức mạnh chính nghĩa (チョコと信念と正義の力 Choko to Shinnen to Seigi no Chikara?)
23. Sắc đẹp, Trứng Yummy và Dục vọng say ngủ (キレイと卵と眠る欲望 Kirei to Yamī Tamago to Nemuru Yokubō?)
24. Kỷ niệm, Tình yêu và Combo Biển cả (思い出と恋と海のコンボ Omoide to Koi to Umi no Konbo?)
25. Võ sĩ quyền anh, Tay trái và Yummy chim (ボクサーと左手と鳥ヤミー Bokusā to Hidarite to Tori Yamī?)
26. Ankh, Võ đài và Toàn bộ lực lượng (アンクとリングと全部のせ Anku to Ringu to Zenbu Nose?)
27. 1000, Phim và Chiến đấu viên (1000と映画と戦闘員 Sen to Eiga to Sentōin?)
28. 1000, Kamen Rider và Sinh nhật (1000と仮面ライダーと誕生日 Sen to Kamen Raidā to Tanjōbi?)
29. Chị gái, Doctor và Sự thật về Ankh (姉と博士（ドクター）とアンクの真実 Ane to Dokutā to Anku no Shinjitsu?)
30. Vua, Gấu trúc và Ký ức rực lửa (王とパンダと炎の記憶 Ō to Panda to Honō no Kioku?)
31. Ủng hộ, Kế hoạch và Medal tím (恩返しとたくらみと紫のメダル Ongaeshi to Takurami to Murasaki no Medaru?)
32. Greed mới, Khoảng trống và Combo vô địch (新グリードと空白と無敵のコンボ Shin Gurīdo to Kūhaku to Muteki no Konbo?)
33. Tình bạn, Mất tự chủ và Dành thắt lưng (友情と暴走と残されたベルト Yūjō to Bōsō to Nokosareta Beruto?)
34. Bạn tốt, Sử dụng và Quan hệ của chúng (親友と利用とその関係 Shin'yū to Riyō to Sono Kankei?)
35. Giấc mơ, Anh trai và Bí mật của Birth (夢と兄とバースの秘密 Yume to Ani to Bāsu no Himitsu?)
36. Giấc mơ phá vỡ, Cơ thể và Hồi sinh Greed (壊れた夢と身体とグリード復活 Kowareta Yume to Karada to Gurīdo Fukkatsu?)
37. Giấc ngủ, Một trăm triệu và Chuyển đổi Birth (眠りと1億とバース転職 Nemuri to Ichi Oku to Bāsu Tenshoku?)
38. Trường hợp, Từ biệt và Nước mắt của Birth (事情と別れと涙のバース Jijō to Wakare to Namida no Bāsu?)
39. Ác mộng, Máy ảnh an ninh và Ankh trả thù (悪夢と監視カメラとアンクの逆襲 Akumu to Kanshi Kamera to Anku no Gyakushū?)
40. Điều khiển, Tiệc sinh Nhật và Ankh biến mất (支配と誕生会と消えるアンク Shihai to Tanjōkai to Kieru Anku?)
41. Anh trai và em gái, Cứu nạn và Lá Eiji (兄と妹、レスキューと英二の葉 Ani to imōto, resukyū to Eiji no ha?)
42. Băng, Hình thức Greed và Gãy cánh (氷とグリード化と砕けた翼 Kōri to Gurīdo-ka to Kudaketa Tsubasa?)
43. Kền kền, đối đầu và Ankh trở lại (ハゲタカと対立とアンクリターンズ Hagetaka to Tairitsu to Anku Ritānzu?)
44. Tất cả mọi người cùng nhau, Hồi sinh hoàn toàn và Lòng tham của bạn (全員集合と完全復活と君の欲 Zen'in Shūgō to Kanzen Fukkatsu to Kimi no Yoku?)
45. Tấn công bất ngờ, Proto-Birth và Ham muốn tình yêu (奇襲とプロトバースと愛の欲望 Kishū to Puroto Bāsu to Ai no Yokubō?)
46. Greed Eiji, Sinh đôi và Ham muốn của Ankh (映司グリードとWバースとアンクの欲望 Eiji Gurīdo to Daburu Bāsu to Anku no Yokubō?)
47. Ngày đỏ, Hài lòng và Vật Chứa Eiji (赤いヒビと満足と映司の器 Akai hibi to manzoku to Eiji no utsuwa)
48. Medal cho ngày mai, quần lót, Ankh.

## Phim

### Movie Đại Chiến Core
KAMEN RIDER 40TH THE MOVIE: OOO DEN-O TẤT CẢ KAMEN RIDER: TIẾN LÊN NÀO CÁC KAMEN RIDER!

### Kamen rider Fourze - W- OOO Movie War Megamax
Kamen Rider Heisei Generations Final Build & Ex-aid With Legend Rider

## Diễn viên
- Hino Eiji (火野 映司?): Watanabe Shū (渡部 秀?)[7]
- Ankh (アンク Anku?)/Izumi Shingo (泉 信吾?): Miura Ryōsuke (三浦 涼介?)
- Izumi Hina (泉 比奈?): Takada Riho (高田 里穂?)
- Gotō Shintarō (後藤 慎太郎?): Kimijima Asaya (君嶋 麻耶?)
- Date Akira (伊達 明?): Iwanaga Hiroaki (岩永 洋昭?)
- Satonaka Erika (里中 エリカ?): Arisue Mayuko (有末 麻祐子?)
- Shiraishi Chiyoko (白石 千世子?): Kai Marie (甲斐 まり恵?)
- Kōgami Kōsei (鴻上 光生?): Ukaji Takashi (宇梶 剛士?)
- Uva (ウヴァ?): Yamada Yūsuke (山田 悠介?).[8]
- Kazari (カザリ?): Hashimoto Taito (橋本 汰斗?).[8]
- Gamel (ガメル Gameru?): Matsumoto Hiroyuki (松本 博之?).[8]
- Mezool (メズール Mezūru?, Lồng tiếng): Honoka Miki (未来 穂香?)
- Ankh (Lost) (dạng người) (アンク（ロスト）（人間形態） Anku (Rosuto) (Ningen Keitai)?): Tobita Hikari (飛田 光里?)
- Âm thanh OOO Scanner (オースキャナー音声 Ō Sukyanā Onsei?): Kushida Akira (串田 アキラ?)
- Dẫn truyện (ナレーション Narēshon?): Nakata Jōji (中田 譲治?)

### Diễn viên phục trang
- Kamen Rider OOO: Takaiwa Seiji (高岩 成二?)